# Tat'jana Turanskaja
Tat'jana Michajlovna Turanskaja (in russo Татьяна Михайловна Туранская?; in ucraino Тетяна Михайлівна Туранська?, Tetjana Mychajlivna Turans'ka; Odessa, 20 novembre 1972) è una politica transinistriana.
Tra il 2013 e il 2016 è stata, per due mandati, presidente del Governo della Transnistria, uno Stato non riconosciuto, de iure parte della Moldavia.